# ورکسام
latitudeورکسامlongitudeورکسام
ورکسام (به انگلیسی: Wrexham) یک شهرک در بریتانیا است که در ولز واقع شده‌است.

## خصوصیات
ورکسام ۶۱٬۶۰۳ نفر جمعیت دارد.

## خواهرخوانده
شهرهای راسیبورز و ایزلون خواهرخوانده‌های ورکسام هستند.